# Oriente (comarca)
     Eo-Navia
     Narcea
     Avilés
     Oviedo
     Gijón
     Oriente
     Nalón
     Caudal

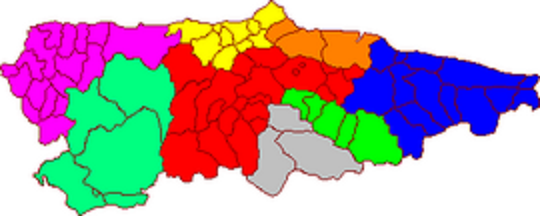
Comarche delle Asturie.
Eo-Navia
Narcea
Avilés
Oviedo
Gijón
Oriente
Nalón
Caudal

La comarca de  Oriente  è una delle otto comarche  delle Asturie.

## Composizione
Si compone di 14 comuni:
| - Amieva - Cabrales - Cangas de Onís - Caravia - Colunga - Llanes - Onís | - Parres - Peñamellera Alta - Peñamellera Baja - Piloña - Ponga - Ribadedeva - Ribadesella |  |